# Quartett (Oper)
Quartett ist eine Oper in dreizehn Szenen von Luca Francesconi (Musik) mit einem eigenen Libretto nach Heiner Müllers Theaterstück Quartett von 1980, das wiederum auf Pierre-Ambroise-François Choderlos de Laclos’ Briefroman Gefährliche Liebschaften (Les liaisons dangereuses) von 1782 basiert. Die Oper wurde am 26. April 2011 am Teatro alla Scala in Mailand uraufgeführt.

## Handlung
Die Oper spielt wie Heiner Müllers Theatervorlage simultan in einem Salon vor der Französischen Revolution und in einem Bunker nach dem dritten Weltkrieg. Es gibt lediglich zwei handelnde Personen: die Marquise de Merteuil und den Vicomte de Valmont. Beide hatten einst eine heftige sexuelle Beziehung, die inzwischen abgeklungen und einem gegenseitigen Kräftemessen gewichen ist. In drei Rollenspielen stellen die beiden jeweils auch andere Personen dar, sodass es insgesamt vier Charaktere gibt.
Szene 1. Merteuil wundert sich darüber, dass Valmont trotz des Endes ihrer einstigen Leidenschaft wieder Interesse an ihr zu haben scheint. Sie stellt sich vor, wie sie ihm erklärt, dass ihre Gefühle für ihn vollständig abgestorben seien und sie ihn nie wirklich geliebt habe (Arioso: „My skin, indifferent“).
Szene 2. Valmont berichtet der Marquise von seiner neuesten Liebschaft, der Madame de Tourvel. Diese wird von Merteuil als Rivalin verabscheut, da der Präsident sie ihr vorgezogen und geheiratet hat. Als Valmont Merteuil nach dem aktuellen Objekt ihrer Begierde fragt, entgegnet sie, es sei ein attraktiver Mann – im Vergleich zu Valmont ein Traum. Ihre einstige Liebe dagegen gehöre ins Museum. Sie stellt sich ihre Erinnerungen in Gestalt von vier Klonen vor (Traum 1, Arie: „Dead dreams, organized“).
Szene 3. Merteuil schlägt Valmont vor, sein Interesse statt auf die fromme und verheiratete Tourvel auf ihre junge Nichte Volange zu richten. Valmont bevorzugt es allerdings, seine Jagdobjekte selbst auszuwählen. Er ist bereit, zum Mittel der Rache Merteuils an der Präsidentengattin zu werden. Volange wäre jedoch ein zu einfaches Opfer und würde keine Jagdlust in wecken (Duett: „Your best tricks will make a fool of you“).
Szene 4. Die beiden beschließen, Valmonts Verführung der Frauen in Form von Rollenspielen zu proben. Valmont erlebt eine Traumszene über das Spiegelbild der Marquise (Traum 2: „What does your mirror say“). Merteuil bemerkt abfällig, dass Valmont nichts anderes als Sex beherrsche (Arie: „What else have you learned“).
Szene 5. Merteuil erklärt, dass sie die Tugend und ihre adelige Herkunft verachte. Im Heimatort ihrer Familie, einem „Schlammloch“ vier Tage von Paris entfernt, lebe noch immer ein stinkendes Wesen – halb Mensch, halb Vieh (Traum 3: „My mirrors!“).
Szene 6. Im ersten Spiel übernimmt Merteuil die Rolle des Verführers Valmont selbst, während dieser die Madame de Tourvel darstellt. Merteuil/Valmont versucht auf aggressive Weise Valmont/Tourvel zu einem Verhältnis zu überreden.
Szene 7. Valmont/Tourvel fühlt sich von den Annäherungsversuchen beleidigt und weist sie entschieden zurück.
Szene 8. Merteuil/Valmont erzählt Valmont/Tourvel, dass er von der aufdringlichen Volange bedrängt werde und ihren Reizen kaum widerstehen könne (Traum 4: „She pursues me“). Er fleht sie an, ihn gegen diese Angriffe zu wappnen. Damit hat er Erfolg: Valmont/Tourvel gibt nach (Duett 1: „Tears of joy, I know“ – Duett 2 „grazioso“: „Cover yourself, my love“).
Szene 9. Valmont und Merteuil wollen ein weiteres Spiel beginnen.
Szene 10. Jetzt spielt Merteuil ihre Nichte Volange, während Valmont er selbst bleibt (Traum 5: „But this happiness“). Merteuil/Volange verfällt schnell seinem Drängen (Duett: „What’s that fatherly hand looking for“ – Traum 6: „You’re very observant, my Lord“ – Duett: „Love is as strong as death“). Valmont ermordet Volange, um den altersbedingten Verfall ihres großartigen Körpers zu verhindern (Traum 7: „I want to be the midwife of death“). Merteuil fasst zusammen: „The annihilation of the nice“ – „Die Vernichtung der Nichte“.
Szene 11. Zurück im Bunker erwartet Valmont, dass Merteuil ihn für diese Geschmacklosigkeit bestraft. Sie kündigt ein „Damenopfer“ („The sacrifice of the woman“) an.
Szene 12. Die beiden übernehmen wieder die Rollen des ersten Spiels. Valmont/Tourvel beschuldigt Merteuil/Valmont, ihr Leben ruiniert zu haben. Er sei ihr „Mörder“. Merteuil/Valmont gibt vor, sich dadurch geehrt zu fühlen und reicht ihm ein Glas mit Wein. Valmont/Tourvel erklärt, dass sie nun, da er offensichtlich ein Monster sei, wie zuvor angekündigt sterben müsse. Sie werde ihn „grün vom Gift“ im Schlaf heimsuchen. Tatsächlich hatte Merteuil den Wein vergiftet. Valmont stirbt qualvoll vor ihren Augen (Duett: „You don’t need to tell me“). Mit seinen letzten Worten drückt er die Hoffnung aus, dass seine letzte Vorstellung sie nicht gelangweilt habe.
Szene 13 (Epilog). Stumm agiert Merteuil auf der Bühne nach den Worten der Ophelia in Heiner Müllers Hamletmaschine: Sie zerstört die Einrichtung des Hauses („I rip apart the instruments of my imprisonment“).

## Gestaltung

### Orchester
Die Urfassung der Oper ist für ein unsichtbares großes Orchester mit Chor sowie für ein Kammerorchester im Orchestergraben und Elektronik bestimmt. In der Zweitfassung wird der vorab aufgenommene Klang des großen Orchesters und des Chores von einem Surround-System eingespielt. Kammerorchester und Elektronik sind weiterhin live.
Großes Orchester
- Holzbläser: zwei Flöten, zwei Oboen (2. auch Englischhorn), zwei Klarinetten (2. auch Bassklarinette), zwei Fagotte (2. auch Kontrafagott)
- Blechbläser: vier Hörner, zwei Trompeten (1. auch B-Trompete), drei Posaunen, Tuba
- Pauken, Schlagzeug (drei Spieler)
- Streicher

Kleines Orchester (im Graben)
- Holzbläser: zwei Flöten (auch Piccolo), Oboe/Englischhorn, Klarinette, Bassklarinette, Fagott
- Blechbläser: Horn in F, zwei Trompeten, Posaune
- Schlagzeug (zwei Spieler)
- Klavier, Celesta, zwei Synthesizer („tast.elettr“)
- Streicher: zwei Violinen, Bratschen, zwei Violoncelli, Kontrabass

### Musik
Die Musik besitzt kaum traditionelle Melodien oder Harmonien. Die Orchesterklänge entsprechen eher einer Art „Textur“, die aus dem musikalischen Material der Gesangsstimmen abgeleitet ist. Teilweise ist die Musik geräuschhaft oder besteht lediglich aus einem undefinierbaren „atmosphärischen Feld“ ohne erkennbare rhythmische Strukturen. Beispielsweise erklingen am Anfang zur Einführung in die Szene „flächige, sphärische Klänge“ des unsichtbaren Orchesters und isolierte Worte. An anderen Stellen ist der Rhythmus fassbarer. Außerdem kommen beispielsweise in den Duetten Passagen vor, die durch Harmonik und Taktstruktur an traditionellere Kompositionsweisen erinnern. Jedes Instrument ist separat an die Live-Elektronik angeschlossen, wodurch die vielfältigen, auch experimentellen Spielweisen vernehmbar werden. Die Elektronik ermöglicht zudem einen Raumklang, der den gesamten Zuschauerraum und das Publikum umhüllt.
Der ebenfalls eingespielte Chorklang wirkt flächig. Er dient wie der Chor der griechischen Antike dazu, die Stimmungen der Charaktere zu intensivieren. Die gesanglichen Anforderungen an die beiden Hauptdarsteller sind enorm. Sie benötigen einen extremen Tonumfang. Der Sänger muss gelegentlich ins Falsett-Register wechseln.

## Werkgeschichte
Luca Francesconi komponierte seine Oper Quartett im Jahr 1980. Das von ihm selbst in englischer Sprache zusammengestellte Libretto basiert auf dem 1980 erschienenen Theaterstück Quartett von Heiner Müller, das wiederum ein frei bearbeiteter Auszug aus dem 1782 erschienenen Briefroman Gefährliche Liebschaften (Les liaisons dangereuses) von Pierre-Ambroise-François Choderlos de Laclos ist. Der Komponist selbst beschrieb sein Werk als „Herausforderung für die Ideen der Oper, der Gesellschaft, der Dominanz des westlichen Denkens“ („a challenge to our ideas of opera, of society, of the dominance of Western thinking“). Es sei „gewalttätig, Sex, Blasphemie, die Abwesenheit von Gnade“ („This piece is violent, it’s sex, it’s blasphemy, it’s the absence of mercy.“). Die allerletzte Aussage des Stückes sei, dass „wir unsere Probleme nicht länger verbergen können – und dass wir es nicht sollten“ („That’s the real last message of this piece, that we can no longer hide our problems – and that we shouldn’t.“).
Bei der Premiere am 26. April 2011 am Teatro alla Scala in Mailand sangen Allison Cook (Marquise de Merteuil) und Robin Adams (Vicomte de Valmont). Die musikalische Leitung hatte Susanna Mälkki. Die Inszenierung stammte von Àlex Ollé von der katalanischen Theatergruppe La Fura dels Baus. Es handelte sich um eine Koproduktion mit den Wiener Festwochen und dem IRCAM Paris.
Die Oper wurde mit dem Premio Abbiati in der Kategorie „Novità assoluta“ ausgezeichnet. In den folgenden Jahren gab es mehrere weitere Produktionen und mehr als 60 Aufführungen in Barcelona, Charleston, Lissabon, am Royal Opera House London, in Malmö, Trient, Rouen, Paris, beim Holland Festival, in Porto, beim Strasbourg Music Festival und an der Opéra de Lille.
Die deutsche Erstaufführung fand am 18. April 2019 im Opernhaus Dortmund statt. Hier spielten die Dortmunder Philharmoniker unter der Leitung von Philipp Armbruster. Regie führte Ingo Kerkhof. Wie schon bei der Uraufführung sang Allison Cook die Marquise de Merteuil. Christian Bowers übernahm die Rolle des Vicomte de Valmont.
Am 3. Oktober 2020 hatte eine Produktion der Berliner Staatsoper Unter den Linden Premiere. Die musikalische Leitung hatte Daniel Barenboim. Inszenierung und Bühne stammten von Barbara Wysocka, die Kostüme von Julia Kornacka. Es sangen Mojca Erdmann (Merteuil) und Thomas Oliemans (Valmont).